# Коле Спина (Рим)
Коле Спина је насеље у Италији у округу Рим, региону Лацио.
Према процени из 2011. у насељу је живело 1016 становника. Насеље се налази на надморској висини од 370 м.